# Moffie
Pour plus de détails, voir Fiche technique et Distribution.
Moffie (littéralement « Tapette » en afrikaans) est un film britannico-sud-africain réalisé par Oliver Hermanus, sorti en 2019. Il s'agit de l'adaptation du livre autobiographique du même titre d'André Carl van der Merwe (en), publié en 2006, racontant sa conscription pour le service militaire en 1981 en Afrique du Sud.

## Synopsis
En 1981, en Afrique du Sud durant l'apartheid, Nicholas van der Swart, un jeune afrikaner âgé de 16 ans doit, comme tous les jeunes blancs sud-africains, accomplir, à partir de 17 ans, son service militaire pendant une période de deux ans et être ainsi potentiellement envoyé à la frontière entre le sud-ouest africain (actuelle Namibie) et l'Angola.
Durant cette période, le gouvernement sud-africain de Pieter Botha, qui se sent assiégé à ses frontières par un ensemble de nouveaux pays qui ont acquis leur indépendance depuis 1975 (Angola, Mozambique, Zimbabwe) et sont hostiles à l'apartheid, mène une campagne militaire active visant à combattre à l'étranger les communistes et « le danger noir » (le swart gevaar). En Angola, l'armée sud-africaine est ainsi engagée contre un gouvernement marxiste soutenu militairement par Cuba.
Dans ce contexte, Nicholas, après une période d’entraînement où il doit survivre à la brutalité et aux humiliations des gradés ainsi qu'à l'homophobie générale ambiante des soldats, est envoyé sur le front, au sud de l’Angola, où il est confronté aux horreurs de la guerre.

## Fiche technique
Sauf indication contraire, les informations mentionnées dans cette section peuvent être confirmées par la base de données cinématographiques IMDb,  présente dans la section « Liens externes ».
- Titre original : Moffie
- Réalisation : Oliver Hermanus
- Scénario : Oliver Hermanus et Jack Sidey, d'après le livre autobiographique d'André Carl van der Merwe (en)[1]
- Musique : Braam du Toit
- Décors : Franz Lewis
- Costumes : Reza Levy
- Photographie : Jamie Ramsay
- Montage : Alain Dessauvage et George Hanmer
- Production : Eric Abraham et Jack Sidey
- Production déléguée : Philip Prettejohn
- Société de production : Portobello Productions
- Société de distribution : Outplay Films (France)
- Pays de production :  Afrique du Sud /  Royaume-Uni
- Langues originales : afrikaans, anglais
- Genres : drame, guerre, romance
- Durée : 104 minutes
- Dates de sortie : 
  - Italie : 4 septembre 2019 (avant-première mondiale à la Mostra de Venise)
  - Afrique du Sud : 13 mars 2020
  - Royaume-Uni : 20 juillet 2020 (internet)
  - France : 7 juillet 2021

## Distribution
- Kai Luke Brümmer : Nicholas van der Swart
- Ryan de Villiers : Dylan Stassen
- Matthew Vey : Michael Sachs
- Stefan Vermaak : Oscar Fourie
- Hilton Pelser : le sergent Brand
- Barbara-Marié Immelman : Suzie van der Swart
- Michael Kirch : Miles
- Remano De Beer : Peet van der Swart
- Wynand Ferreira : Snyman
- Rikus Terblanche : Bester
- Dale Lourens : Clifford Hertman
- Brendan Christopher Van Zyl : Wian Grobelaar
- Jan Combrink : Jan Gould
- Hendrik Nieuwoudt : Roos
- Shaun Chad Smit : Van Der Merwe
- Mitchell Christy : Killian Jones
- Jordy Gurr : Albert Williams
- Lian Smit : Lionel Prys
- Nicholas Van Jaarsveldt : Robert Fields
- Martin Munro : le lieutenant Engel
- Luke Tyler : Hilton
- Cody Mountain : Baxter
- André Lombard : Chaplain
- Tristan de Beer : Ruan

## Production

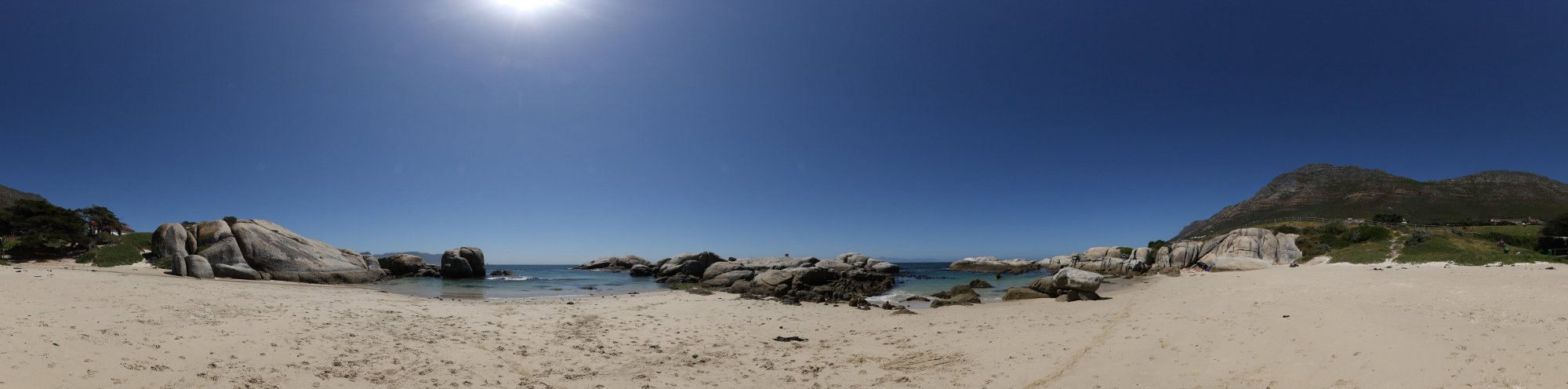
La plage de Windmill à Simon's Town.

Le tournage a partiellement lieu à Saron (en) dans la province de Cap-Occidental, en été 2019, pendant 34 jours. Il est également tourné à la Kersefontein Guest Farm à Hopefield (en) pour quelques scènes et à la plage de Windmill (Windmill Beach) à Simon's Town pour les dernières scènes où se retrouvent Nicholas van der Swart et Dylan Stassen.

## Accueil
Le film est sélectionné et présenté le 4 septembre 2019 en avant-première mondiale à la Mostra de Venise, en Italie, dans la section « Orizzonti ». Il sort le 13 mars 2020 en Afrique du Sud, ce qui a entraîné de nombreuses réactions, notamment par des anciens membres de l'armée. Il sort également le 20 juillet 2020 au Royaume-Uni.
En France, le film sort le 7 juillet 2021 et est distribué par Outplay Films.

## Distinctions

### Récompenses
- Festival international du film de Thessalonique 2019 : prix de la sirène pour Oliver Hermanus
- Festival international du film de Dublin 2020 : prix de Jury pour Oliver Hermanus

### Nominations et sélections
- British Independent Film Awards 2019 :
  - Meilleur réalisateur pour Oliver Hermanus
  - Meilleure photographie pour Jamie Ramsay
- Mostra de Venise 2019 - Sélection officielle, section Orizzonti :
  - Queer Lion
  - Prix Orrizonti
- Festival international du film de Rotterdam 2019 : sélection officielle

## Autour du film
- Après le film, une nouvelle adaptation de l'histoire pour le théâtre est joué à Londres à partir de juin 2024, avec l'acteur Kai Luke Brümmer y reprend le rôle de Nicolas[7].
- Le camp Ward 22, où est envoyé le personnage Dylan, est lié à un programme de thérapie de conversion nommé The Aversion Project (en)[8].

### Documentation
- [interview] (en) « Cinematographer Jamie D. Ramsay about shooting Moffie », sur Lenspire, 19 mai 2020.
- [interview] (en) Marshall Shaffer, « Oliver Hermanus on Moffie and the Making of Men in South Africa », sur Slant, 9 avril 2021.